# Nelson Parraguez
Nelson Parraguez Riveros (Chile, 5 de abril de 1971) es un exfutbolista chileno que se desempeñaba como mediocampista defensivo o contención. Se retiró de la actividad en 2004 jugando por la Universidad Católica, el mismo club donde debutó como futbolista. Actualmente ejerce el cargo de Gerente del fútbol formativo del mismo equipo.

## Trayectoria
Estudió en el colegio San Juan Evangelista de Las Condes, donde comienza su afición por el fútbol, la que más tarde le llevaría a probarse en las divisiones inferiores de la Universidad Católica donde conoció a uno de sus grandes amigos: Raimundo Tupper. En la UC obtuvo cuatro títulos: Copa Chile 1991 y 1995, Apertura 1997 y la Copa Interamericana 1994. Además, el volante integró el plantel subcampeón de la Copa Libertadores 1993 y obtuvo siete ediciones de la Liguilla Pre-Libertadores (Chile). 
A principios de 2001, pasó al Club Necaxa de México donde jugó dos temporadas con regulares resultados, razón por la cual regresa al cuadro estudiantil. Volvió a partir un año después, esta vez a Nueva Chicago para jugar en la Primera División argentina, pedido por el técnico del equipo, su excompañero en la UC Néstor Gorosito. Finalmente retornó a Universidad Católica para retirarse en 2004 como referente y capitán.
Actualmente se desempeña como gerente del fútbol formativo de la Universidad Católica, y anteriormente ejerció el cargo de director deportivo.

## Selección nacional
Por la selección chilena jugó 52 partidos. Jugó completos los tres partidos de primera ronda (contra Italia, Austria y Camerún) en el Mundial de Francia 98' utilizando la camiseta número 7. En el partido de octavos de final ante Brasil estuvo suspendido por tarjetas amarillas.

### Participaciones en Torneos
| Competición                      | Sede            | Resultado        | PJ | GA | Asis |
| -------------------------------- | --------------- | ---------------- | -- | -- | ---- |
| Copa América 1991                | Chile           | Tercer lugar     | 3  | 0  | 0    |
| Copa América 1993                | Ecuador         | Fase de grupos   | 1  | 0  | 0    |
| Copa América 1995                | Uruguay         | Fase de grupos   | 3  | 0  | 0    |
| Eliminatorias Francia 1998       | América del Sur | 4.° lugar        | 3  | 0  | 0    |
| Copa América 1997                | Bolivia         | Fase de grupos   | 2  | 0  | 0    |
| Mundial de Fútbol de 1998        | Francia         | Octavos de final | 3  | 0  | 0    |
| Copa América 1999                | Paraguay        | Cuarto lugar     | 3  | 0  | 0    |
| Eliminatorias Corea y Japón 2002 | América del Sur | 10° lugar        | 1  | 0  | 0    |
| Total                            | Total           | Total            | 19 | 0  | 0    |

## Clubes
| Club                 | País                | Año                 | Partidos | Goles | Media |
| -------------------- | ------------------- | ------------------- | -------- | ----- | ----- |
| Universidad Católica | Chile               | 1989-2000           | 275      | 6     | 0.02  |
| Club Necaxa          | México              | 2001                | 13       | 0     | 0     |
| Universidad Católica | Chile               | 2002                | 10       | 0     | 0     |
| Nueva Chicago        | Argentina           | 2003                | 13       | 0     | 0     |
| Universidad Católica | Chile               | 2003-2004           | 24       | 0     | 0     |
| Total en su carrera  | Total en su carrera | Total en su carrera | 335      | 6     | 0.02  |

## Palmarés

### Torneos nacionales
| Título           | Club                 | País  | Año  |
| ---------------- | -------------------- | ----- | ---- |
| Copa Chile       | Universidad Católica | Chile | 1991 |
| Copa Chile       | Universidad Católica | Chile | 1995 |
| Primera División | Universidad Católica | Chile | 1997 |

### Torneos internacionales
| Título              | Club                 | País  | Año  |
| ------------------- | -------------------- | ----- | ---- |
| Copa Interamericana | Universidad Católica | Chile | 1994 |

## Capitán de Universidad Católica
| Predecesor: Miguel Ramírez | Capitán de Universidad Católica 2004 | Sucesor: Cristián Álvarez |